# Étang de la Pouge
L'étang de la Pouge est un étang français en Haute-Vienne. Protégé au sein du parc naturel régional Périgord-Limousin, il relève principalement de la commune de Saint-Auvent et plus marginalement de Saint-Cyr et Saint-Laurent-sur-Gorre.